# Une vérité qui dérange
Pour plus de détails, voir Fiche technique et Distribution.
Une vérité qui dérange (An Inconvenient Truth) est un documentaire américain de Davis Guggenheim sorti en 2006. Traitant du changement climatique, il est basé en grande partie sur une présentation multimédia que Al Gore, ancien vice-président des États-Unis et prix Nobel de la paix en 2007 (partagé avec le GIEC), a préparé pour sa campagne de sensibilisation sur le réchauffement planétaire.
Il est suivi en 2017 par Une suite qui dérange : Le Temps de l'action, réalisé par Bonni Cohen et Jon Shenk.

## Synopsis

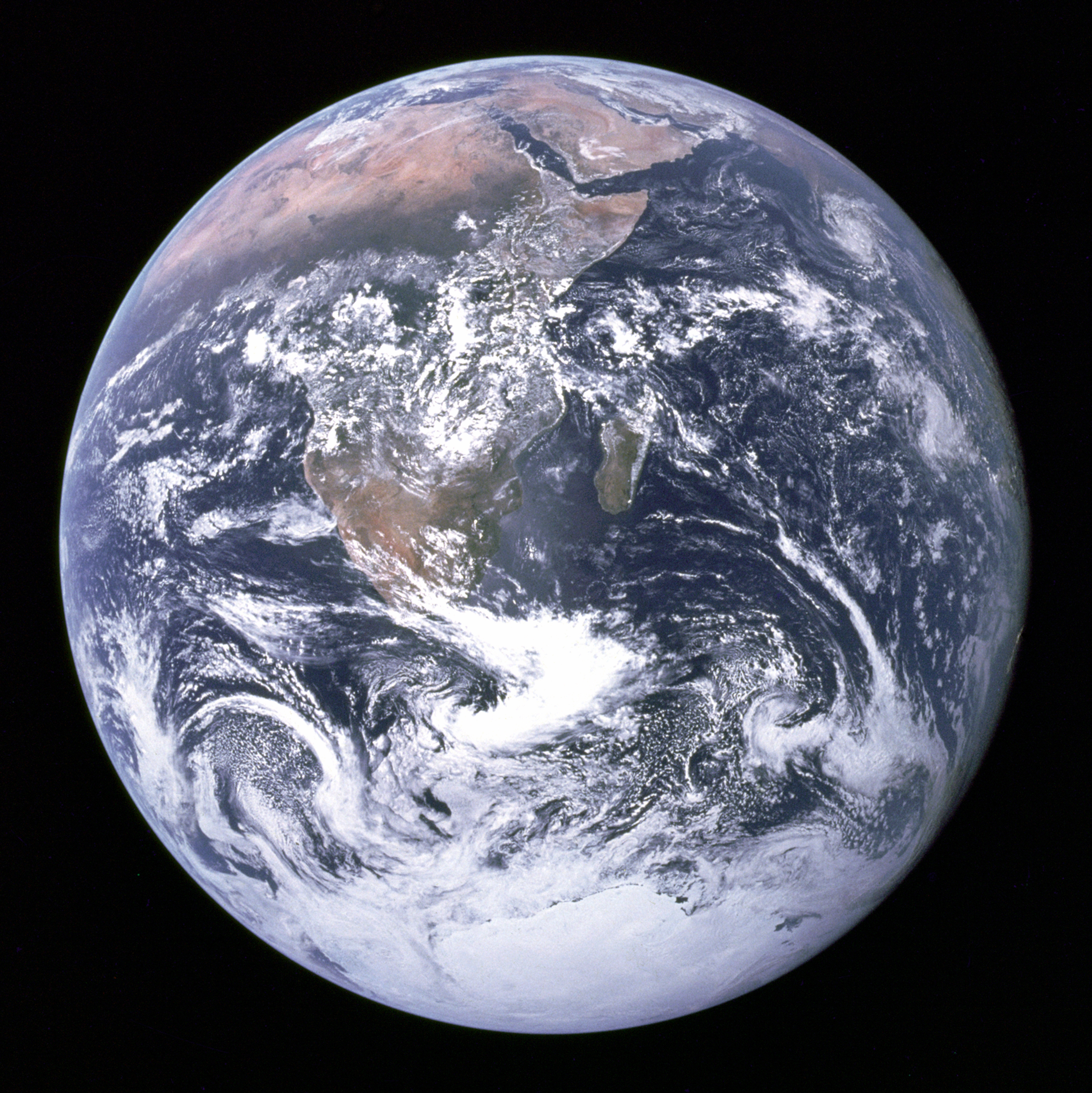
Cette photographie de la Terre (La bille bleue) prise par les astronautes de la mission Apollo en 1972 ouvre le documentaire sur la prise de conscience collective de la finitude planétaire.

L'ex vice-président Al Gore se consacre à ce qu'il considère comme son devoir après l'échec de l'élection présidentielle américaine de 2000. Il s'implique lui-même dans la lutte contre le réchauffement climatique. Dans la continuité d'une présentation exposée à travers le monde dans sa tournée surnommée « The Slide Show », Gore met en lumière la quasi-unanimité des scientifiques s'accordant sur le réchauffement global de la Terre, débat sur la politique et l'économie du réchauffement global (en), et décrit les conséquences graves que le changement du climat produira si la quantité de production humaine de gaz à effet de serre n'est pas significativement réduite dans un futur très proche.
Le film présente beaucoup d'aspects catastrophiques, comme le risque d'effondrement d'un inlandsis majeur, un glacier très étendu au Groenland ou en Antarctique, dont l'un ou l'autre pourrait élever les niveaux de mer globaux d'approximativement 6 mètres, provoquant l'inondation des secteurs côtiers et créant une centaine de millions de « réfugiés climatiques », les écoréfugiés. La fonte des eaux du Groenland pourrait stopper le courant du Gulf Stream et rapidement déclencher un refroidissement local dramatique en Europe du nord (en dépit du réchauffement climatique global). Le documentaire se conclut en indiquant que si les mesures appropriées sont prises rapidement, les effets du réchauffement peuvent être inversés avec succès en libérant moins de dioxyde de carbone et en cultivant plus de plantes et d'arbres. Enfin Gore invite tous les spectateurs à apprendre comment ils peuvent aider et à se mobiliser dans cette initiative.
Dans le but de montrer le phénomène de réchauffement climatique, le film présente la température annuelle et les niveaux de CO2 pendant les 650 000 dernières années déterminés par les analyses des carottes de glace prélevées en Antarctique. Une analogie avec l'ouragan Katrina est utilisée pour leur rappeler que les vagues de 9  à   14 mètres ont détruit presque un million de maisons côtières du Mississippi, de la Louisiane, de l'Alabama et de la Floride.
Les aspects de controverse liés à l'attribution des causes du réchauffement climatique y sont présentés comme une manipulation provenant d'un groupe limité de personnes, cherchant à entretenir le doute par une dissonance entre les médias de presse spécialisée et les médias grand public.
Al Gore est présenté dans ce documentaire, ainsi que les étapes majeures ayant mené à son engagement en politique. Il y règle de plus ses comptes avec ses adversaires, pointant de manière précise du doigt les personnes qui participent à la désinformation en ce domaine.

## Fiche technique
- Titre original : An Inconvenient Truth
- Titre français : Une vérité qui dérange
- Réalisation : Davis Guggenheim
- Musique : Michael Brook, interprétée par Melissa Etheridge
- Caméra : Davis Guggenheim, Robert Richman
- Montage : Jay Cassidy, Dan Swietlik
- Production : Lawrence Bender, Scott Z. Burns
  - Co-production : Lesley Chilcott
- Pays d'origine :  États-Unis
- Langue originale : anglais
- Genre : documentaire
- Dates de sortie :
  - États-Unis : 24 janvier 2006 (festival de Sundance) ; 24 mai 2006 (sortie limitée) ; 30 juin 2006 (sortie nationale)
  - France : 20 mai 2006 (festival de Cannes) ; 11 octobre 2006 (sortie nationale)

## Distribution
- Al Gore : lui-même
- Billy West : narration de la version originale
- Charles Berling : narration de la version française

## Production

### Origines
Gore est intrigué la première fois par le réchauffement planétaire lors d'un cours à l'université Harvard avec le professeur Roger Randall Dougan Revelle, l'un des premiers scientifiques à mesurer le taux de dioxyde de carbone dans l'atmosphère terrestre.
Le livre de Gore publié en 1992, Sauver la planète Terre, traitait déjà d'un certain nombre de sujets touchant l'environnement et se classa dans la liste des bestsellers du New York Times. Plus tard, quand Gore prit la présidence du congrès des États-Unis en qualité de vice-président des États-Unis, il initia la première audition du congrès à ce sujet, y emmena des climatologues et commença à en débattre avec les représentants élus. Il pensait qu'une fois les législateurs au courant de l'incontestable évidence, ils seraient conduits à l'action ; pourtant finalement, le processus fut lent voire laborieux.
En tant que vice-président dans l'administration Clinton, Gore poussa à la création d'une taxe sur le carbone, la carbon tax, pour inciter à réduire la consommation de combustible fossile et de ce fait diminuer l'émission de gaz à effet de serre. Elle a été partiellement mise en œuvre en 1993. Il a aidé à promouvoir le protocole de Kyōto en 1997, le traité international conçu pour limiter les gaz à effet de serre. Cependant, il n'est pas ratifié par les États-Unis en raison de l'opposition du sénat Américain. Gore a aussi soutenu le placement du satellite dans le cadre du programme Triana, pour accroître la conscience des problèmes environnementaux et pour avoir les premières mesures directes de la proportion de rayonnement solaire réfléchi par la Terre. Gore engagea en partie sa campagne présidentielle de 2000 sur la ratification du protocole de Kyoto.
Après sa défaite à l'élection présidentielle, Gore a adapté une projection de diapositives, slide show qu'il avait précédemment créé, et commença à donner à travers les États-Unis et dans le monde entier des présentations multimédias sur le réchauffement climatique. Au moment où le film débute, Gore estime l'avoir montré plus d'un millier de fois. Les producteurs Laurie David et Lawrence Bender ont vu le show de Gore à New York après la première de Le Jour d'après. Inspirés, ils rencontrent le réalisateur Davis Guggenheim au sujet de la possibilité de transformer la projection de diapositives en un film. Guggenheim, sceptique au début, vit plus tard une présentation de Gore faite pour lui seul, et déclara qu'il avait « été soufflé » (« blown away »), et que « après une heure et demie, je pensais que le réchauffement planétaire était le problème le plus important.[…] Je n'avais aucune idée de la façon dont on pourrait en faire un film, mais je voulais l'essayer ».

### Réalisation
La structure du film est essentiellement celle d'un film documentaire. An Inconvenient Truth suit une base dramatique dans la séquence où les faits sont révélés et les prévisions soulignées, auxquels s'ajoutent des événements de la vie personnelle d'Al Gore. Plutôt qu'énumérer simplement des faits d'une façon sèche et mécanique, le film place son sujet dans un contexte plus moral et émotionnel avec des éléments d'une intrigue dramatique.
David Guggenheim et son équipe ont reconstitué une salle de conférence réservée au tournage propre au film en présence de l'hôte vedette. La cause planétaire et la stature de l'homme politique ont contribué à l'afflux de bonnes volontés autour du projet ; s'agissant tant de professionnels de l'industrie du cinéma acceptant de contribuer sans demander d'émoluments, que de Melissa Etheridge, habituée des chansons militantes, qui a composé une chanson après avoir visionné les rushs de la conférence.

### Bases scientifiques
Dans le film et le livre l'accompagnant, Gore cite beaucoup d'études scientifiques pour soutenir la revendication que le réchauffement climatique est réel et en grande partie causé par l'homme :
- La fonte de nombreux glaciers est soulignée par des photographies montrant l'avant et l'après[8].
- Une étude faite par les chercheurs de l'Institut de Physique de l'université de Berne et du Projet Européen pour creuser la glace dans l'Antarctique, l'EPICA, présente des données de l'Antarctique à partir de carottes de glaces montrant les concentrations en dioxyde de carbone les plus élevées pour les 650 000 dernières années[9][source insuffisante]. Le graphique qui  en découle  figure dans  l’article  Pléistocène.
- L'enquête du Dr Naomi Oreskes en 2004, recense 928 articles scientifiques sur le changement climatique publiés entre 1993 et 2003. Le résultat de son observation, publié en éditorial dans le journal Science, est que chaque article soit soutient le consensus « le réchauffement global a une part d'origine humaine », soit n'en tient pas compte[10].

L'agence de presse américaine Associated Press, est entrée en contact avec plus de 100 experts et chercheurs sur le climat et les ont interrogés au sujet de la véracité du film. Ce sondage se déroulant avant la sortie nationale du film ou du livre, seuls 19 climatologues ont vu le film et ils disent tous que Gore a transmis correctement les faits scientifiques[source insuffisante]. Le US Senate Committee on Environment and Public Works (Comité sénatorial de l'environnement et des travaux publics des États-Unis) présidé par le sénateur James Inhofe, un sceptique du réchauffement global, a publié un communiqué de presse critiquant ce rapport[source insuffisante]. La position d'Inhofe « le réchauffement global est le plus grand canular jamais commis sur les Américains », apparaît dans le film.
RealClimate, un blog collectif maintenu par 11 climatologues, honore les faits scientifiques du film comme « remarquablement à jour, contenant des références à une partie des toutes dernières recherches ».
L'historien des sciences et fondateur de The Skeptics Society, Michael Shermer a écrit dans Scientific American que An Inconvenient Truth « m'a fait un choc et m'a fait quitter mon attitude dubitative », « shocked me out of my doubting stance ».
De même, le 26 juin 2006, dans l'éditorial du Wall Street Journal, le climatologue Richard Lindzen, sceptique du réchauffement climatique a critiqué le film et se questionne sur ses motivations.
Une analyse critique de l'article de Lindzen par un blogueur, David Lawrence, un biogéographe et journaliste, révèle que les réclamations de Lindzen sont basés sur des données actuellement dépassées.
Néanmoins, si la Haute Cour de Londres a souligné dans un jugement[réf. incomplète] en octobre 2007, que ce film est "en grande partie exact" et s'appuie sur de sérieuses recherches scientifiques, notamment celles du GIEC, elle relève neuf erreurs ou approximations contenues dans le documentaire (voir plus bas). Elle considère par ailleurs ce film comme également politique. Elle a ainsi décidé que sa diffusion dans les écoles devait être accompagnée d'une notice exposant les différents points de vue sur le sujet, afin de respecter les lois demandant une expression équilibrée des idées politiques dans les écoles.

## Accueil
Le film fut présenté en avant-première en 2006 au Festival du film de Sundance, puis au Festival de Cannes.
Il a été accompagné par une promotion publicitaire utilisant des slogans tels que « Un avertissement au Monde » (« A global warning »), « Nous sommes tous sur une fine couche de glace », « De loin le plus terrifiant film jamais vu », et enfin « Le film le plus effrayant cet été est celui où vous êtes le méchant et le héros ». La réaction à Sundance fait écho au montant du box-office et aux articles positifs des critiques de films. D'ailleurs, le film et l'acclamation des critiques ont été parodiés dans des programmes télévisés.
Un livre-homonyme contenant des informations additionnelles, des analyses scientifiques, et le commentaire de Al Gore sur les problématiques présentées dans le documentaire est paru au même moment et atteint la première place des bestsellers du New York Times (en date du 2 juillet et du 13 août 2006), et se maintient encore pendant de nombreux mois sur la liste.

### Succès public et critique
Le film, sorti le 24 mai 2006 sur les écrans de New York et Los Angeles, a engrangé 91 447 $ le premier week-end d'exploitation, soit la plus grosse recette de ce week-end de l'année et un record pour un documentaire, bien qu'il ne soit seulement passé que sur quatre écrans simultanément.
Il a ouvert le 27e Festival International du Film de Durban le 14 juin 2006. An Inconvenient Truth a été le documentaire le plus populaire au Festival international du film de Brisbane de 2006[source insuffisante].
Le film a rapporté plus de 23 millions de dollars en date du 6 septembre 2006, faisant de lui le troisième documentaire le plus vu au cinéma jusqu'ici (après Fahrenheit 9/11 et La Marche de l'empereur).
Al Gore a indiqué que sa femme « Tipper et moi avons consacré 100 pour cent des bénéfices du livre et du film à une nouvelle campagne éducative pour promouvoir encore plus le message au sujet du réchauffement global ». Tandis que Paramount Classics, la société de production engage 5 % de leurs bénéfices sur le film des salles de cinémas à ce nouveau groupe bipartisan d'action, Alliance for Climate Protection, consacré à l’organisation de structures afin d'étendre la prise de conscience des citoyens à ce sujet.
La réaction critique au film a été souvent positive : elle a recueilli le 2 septembre 2006 le label « certifié frais » à 92 %, « certified fresh » par le Rotten Tomatoes un site web consacré à l'information, jeux vidéo, films, etc., avec un 94 % évalué par la « Cream of the Crop » (« la crème des critiques »). Les critiques de films Roger Ebert et Richard Roeper (en) ont donné au film « deux pouces ». Ebert écrit : « en 39 ans, je n'ai jamais écrit ces mots dans une revue cinématographique, mais ici ils le méritent : vous devez allez voir vous-même ce film. Si vous ne le faites pas, lorsque vous aurez vos petits-enfants, vous devrez leur expliquer pourquoi vous n'avez pas décidé d'y aller ».
En France, Yann Arthus-Bertrand déclarait : « C'est un film très bien fait, à l'américaine, avec de l'humour, des applaudissements… En deux heures, il en fait plus pour l'environnement que moi en dix ans ! »
D'autres critiques ne furent pas aussi aimables. Ainsi, le journaliste Ronald Bailey discute dans le magazine libertarien Reason que bien que « Gore décrive des faits scientifiques plus vrais qu'inventés, il exagère les risques ». D'autres parlaient d'un « mensonge qui arrange » au lieu d'une vérité qui dérange.

### Réception médiatique à l'international
Outre l’impact du documentaire sur les territoires américain et britannique, d’autres pays ont également pu observer les effets du visionnement de celui-ci, notamment le Japon. La couverture médiatique des enjeux environnementaux dans l’archipel nippon a cru petit à petit dans l’intervalle entre 1997 et 2007. Si on a pu observer une montée significative de la couverture médiatique des enjeux climatiques entre 2005 et 2007 à la suite de la conjoncture de la tenue de la conférence de Kyoto et de l’arrivée de températures anormalement chaudes au Japon, c’est véritablement à partir de janvier 2007, date de parution d’Une vérité qui dérange dans ce pays, que le phénomène a explosé. La couverture médiatique environnementale ne se limitait d’ailleurs plus aux quotidiens, les médias télévisés diffusaient des nouvelles à ce sujet.
À titre de comparaison, au Royaume-Uni, le même phénomène s’est produit en septembre 2006 lors de la parution britannique du film. Dans le cas nippon, une tendance se dessine. L’augmentation de l’attention du public envers les enjeux climatiques et la couverture médiatique qui l’accompagne semblent suivre la présence de moments précis et significatifs.

### Distinctions
Le film reçut une récompense spéciale de Humanitas Prize. C'était la première fois que l'organisation distribuait une récompense spéciale depuis 10 ans.
Le 25 février 2007, le film est récompensé par deux Oscars : Oscar de la meilleure chanson originale et Oscar du meilleur film documentaire.

### Points négatifs et erreurs
En octobre 2007, le film a fait l'objet d'un jugement de la justice britannique saisie par le chef d’établissement d’un lycée du Kent qui contestait la diffusion du film dans le cadre scolaire. La Haute Cour de Londres, présidée par le juge Michael Burton, bien qu'ayant reconnu que la présentation des causes et effets probables du réchauffement climatique était correcte dans l'ensemble, a répertorié neuf « erreurs » :
- le film prétend que la fonte des neiges au mont Kilimandjaro est attribuable au réchauffement climatique alors que le consensus scientifique est qu'on ne peut rien affirmer de tel[37]. L'explication la plus courante est la diminution des retombées neigeuses à la suite de la disparition progressive de la forêt humide à la base du mont.
- le film suggère une interprétation des graphes montrant l'évolution des températures et du CO2 sur 650 000 ans, le jugement considérant que s'il y avait un large accord chez les scientifiques sur un lien entre les deux courbes, celles-ci ne prouvaient pas ce qu'affirme Gore[38] ; en effet, les paléo-climatologues utilisent des modèles complexes pour expliquer les glaciations et déglaciations, dans lesquels interviennent les paramètres de l'orbite terrestre, la répartition des glaces sur la terre, les poussières en suspension, etc[39]. Le CO2 est à la fois une cause - via l'effet de serre - et une conséquence - via le dégazage des océans réchauffés - du réchauffement, et aurait plutôt un rôle d'amplificateur des autres causes.
- le film lie l'ouragan Katrina au réchauffement climatique alors que l'opinion scientifique est qu'il n'y a pas de preuves suffisantes[40] ;
- le film montre l'assèchement du lac Tchad et prétend que c’est une conséquence du réchauffement climatique, alors que les preuves sont là aussi insuffisantes : d'autres facteurs comme la hausse de la population et les variations du climat dans la région sont plus plausibles[41] ;
- le film prétend qu'une étude montre que des ours polaires se sont noyés à cause de la fonte des glaces arctiques. Il apparait que la seule étude scientifique trouvée sur le sujet parle de quatre ours polaires noyés à cause d’une tempête[42] ;
- le film avertit (« threatens ») que le réchauffement climatique pourrait stopper le Gulf Stream et renvoyer l'Europe à l'âge de glace, alors que le GIEC considère comme très improbable un tel arrêt bien qu'il juge probable qu'il puisse ralentir[43] ;
- le film accuse le réchauffement climatique d'être à l'origine de la disparition d'espèces, dont la décoloration (« bleaching ») des récifs de corail alors que le rapport du GIEC affirme qu'il est difficile de séparer les différentes causes du blanchissement du corail[44] ;
- le film suggère que les calottes de glace du Groenland et de l'Ouest Antarctique pourraient fondre et entraîner une hausse alarmante du niveau des mers. Alors que le film semble suggérer une fonte dans un proche avenir, le point de vue général est que le Groenland ne pourra pas fondre avant des millénaires[45] ;
- le film prétend que la hausse du niveau des mers a causé l'évacuation de certaines îles du Pacifique en direction de la Nouvelle-Zélande, alors qu'aucune preuve d'une telle évacuation n'existe[46] à l'époque.

La Haute Cour de Londres ne s'est pas opposée à la diffusion du film dans les établissements scolaires du Royaume-Uni, mais à condition qu'il soit accompagné d'une documentation indiquant ce qui est de l'ordre du consensus scientifique, ce qui ne l'est pas et ce qui est un point de vue politique.
De son côté le climatosceptique Christopher Walter, ancien conseiller politique de Margaret Thatcher a relevé 26 erreurs supplémentaires qu'il a réunies dans un document[source insuffisante].

### Film politique
- Le président Bush, interrogé pour savoir s'il allait regarder le film, a répondu : « Ça m'étonnerait ». Il a plus tard déclaré que « nous devons rester sceptiques quant au fait que les gaz à effet de serre sont causés par l'humanité ou par des causes naturelles »[49][réf. incomplète]. Gore réplique que « la communauté scientifique du monde entier s'accorde sur le fait que les êtres humains sont responsables du réchauffement planétaire et aujourd'hui encore il (Bush) a exprimé des doutes personnels sur la véracité de ces faits »[50][réf. incomplète].
- En août 2006, The Wall Street Journal[51][réf. incomplète] a révélé qu'une vidéo de YouTube tournait en dérision Gore et le film intitulé « l'armée de manchots d'Al Gore » semble être une propagande politique du DCI Group (en) qui est un lobby et une firme de relations publiques américaine qui a des liens avec ExxonMobil aussi bien que le parti républicain (voir Al Gore's Penguin Army video controversy).
- En septembre 2006, Gore a voyagé à Sydney, Australie pour promouvoir le film. Le premier ministre australien, John Howard expliqua qu'il ne voulait pas rencontrer Gore ou s'accorder sur le protocole de Kyoto à cause du film : « Je ne prends pas de conseils politiques d'un film[52] ». Le chef de l'opposition Kim Beazley se joignit à Gore pour visionner le film et d'autres personnalités politiques assistèrent à une séance spéciale au Parlement à Canberra, plus tôt dans la semaine[53].
- En 2007, un directeur d'école, Stewart Dimmock, a porté plainte contre le gouvernement britannique qui avait annoncé son intention de diffuser le film dans les écoles en l'accusant de faire du lavage de cerveau. En octobre 2007, la Haute Cour de Londres[54] a décidé que pour pouvoir diffuser ce film le Gouvernement britannique devait modifier le guide de diffusion aux enseignants (Guidance Notes to Teachers) pour mettre en évidence que :

1. le film est une œuvre politique qui ne montre qu'un seul point de vue;
2. si les enseignants présentent le film sans le signaler clairement, ils peuvent se trouver en violation de la section 406 de l’« Education Act 1996 » et coupables d’endoctrinement politique;
3. Onze inexactitudes (inaccuracies) doivent être en particulier portées à l'attention des enfants des écoles.

## Les impacts
La diffusion du documentaire Une vérité qui dérange aura eu son lot d’effets dans de multiples sphères de la société, notamment dans les médias, chez les politiciens, chez les scientifiques, mais aussi dans la sphère publique.

### Influence sur la conscience sociale
Plusieurs études ont vu le jour à la suite de la parution du film d’Al Gore, afin de déterminer l’impact que celui-ci avait eu sur la population. Dans les mois qui ont suivi sa sortie, il a été noté, via un sondage auprès de la population fait par le Pew Research Center, que le pourcentage de gens qui attribuent les changements climatiques à l’activité humaine est passé de 41 % à 50%.
Des chercheurs ont donc tenté de démontrer qu’il y avait bel et bien un lien entre le visionnement d’Une vérité qui dérange et un changement de mentalité s’opérant dans la société.
Une étude britannique menée par des chercheurs de la faculté de psychologie de l’Université Edge Hill en 2011 a démontré que le simple visionnement de petites séquences du documentaire avait pour effet de motiver le public à adopter des changements dans son mode de vie pour améliorer son empreinte écologique. Un sentiment de pouvoir changer les choses était présent chez les sujets dans cette recherche.
Dans un même ordre d’idée, un sondage a été mené en 2010 auprès d’étudiants et de cinéphiles afin de déterminer une corrélation entre le visionnement de Une vérité qui dérange et une modification de la perception des changements climatiques. L’étude a établi un lien, alors qu’elle affirme que les gens ayant visionné le documentaire sont conscientisés à la cause et démontrent une volonté de réduire leur émission de gaz à effet de serre.

### Influence sur les comportements
Un autre angle d’analyse visait à déterminer si la sortie du documentaire avait eu un impact, non pas seulement sur la mentalité de la société, mais aussi sur son comportement.
Un des tests à cet effet a été un sondage mené auprès des citoyens pour connaître leur opinion sur la taxe carbone avant et après avoir vu le film d’Al Gore. Cette analyse mettait en évidence le changement de comportement en passant par le changement de mentalité. À la suite de l’étude, on notait que 29 % des gens étaient contre la taxe carbone en septembre 2006. Trois mois plus tard, ce pourcentage était descendu à 17 %, à la suite de la sortie du documentaire.
Malgré tout, bien qu’un changement de comportement se soit opéré, les résultats sont vus comme temporaires. En 2006, une augmentation de près de 50 % de la volonté de suivre le mouvement de compensation carbone, selon une étude du Journal of Environmental Economics and Management. Moins d’un an plus tard, il n’y avait pratiquement plus de différence.

### Pousser la réflexion plus loin
Certains, comme le chercheur et enseignant en science politique Timothy W. Luke, remarquent toutefois une certaine dissonance entre les discours environnementaliste d’Al Gore dans le film et les positions qu’il semble adopter lorsque vient le temps de s'attaquer à la crise climatique. En effet, Gore semble pousser pour une solution d’équilibre entre la croissance capitaliste et la préservation de l’environnement. Fervent avocat du développement durable et du rôle central que pourraient jouer les États-Unis dans ce changement de mode de production, il ne parvient pas à convaincre tout le monde de l’efficacité de ses solutions. Même le comité Nobel semble l’avoir remarqué en soulignant l’effort de popularisation de l’enjeu climatique, et non ses actions concrètes pour régler ce problème monumental, lors de la remise du prix de Gore.
Si la volonté de Gore de mettre l’accent sur la lutte aux émissions de CO2 est saluée, son idée d’équilibre entre le développement soutenu et la lutte aux changements climatique est désapprouvée par certains. En bref, Luke perçoit la vision de Gore comme étant trop optimiste en notre capacité de concilier cette lutte avec de grandes entreprises qui œuvrent dans un mode de pensée et de production capitaliste basé sur le profit et non la défense de l’environnement.

### Influence sur laculture populaire aux États-Unis
- Avant sa sortie, le film a été parodié dans l'épisode « Manbearpig », Homoursporc de la série South Park.
- Stephen Colbert, de l'émission satirique The Colbert Report, a aussi parodié An Inconvenient Truth le 17 juillet 2006. Intitulé The Convenientest Truth, La Vérité commode, Colbert a conçu sa propre présentation plaidant pour les effets positifs du réchauffement global, en utilisant son ironie pour critiquer la réponse des détracteurs du film.
- Pendant le film, Al Gore montre un extrait de l'épisode « Crimes of the Hot », Gaz à tous les étages de la série animée Futurama traitant du réchauffement planétaire ; Al Gore avait le premier rôle dans cet épisode, bien qu'il ne soit pas présent dans le clip. De plus, Gore joue dans un faux trailer réalisé par l'équipe de Futurama, intitulé « A Terrifying Message from Al Gore ».
- Le Competitive Enterprise Institute, une ONG américaine en faveur du libre marché pour les consommateurs fait passer deux publicités afin de « contrer l'alarmisme du réchauffement climatique », dans une apparente réponse à An Inconvenient Truth. Les deux messages publicitaires utilisent le slogan : « Le dioxyde de carbone : Ils appellent ça de la pollution ; nous appelons ça la Vie »[61].
- Le comédien populaire Jon Stewart se moque du Competitive Enterprise Institute et fait d'autres critiques du film sur The Daily Show[62].
- Le show télévisé X-Play (en) a fait 2 sketches parodiques pour la promotion du G4's award show, le G-Phoria, une cérémonie de remise de récompenses à des jeux vidéo créée par la chaine TV G4. Un sketch montre un imitateur d'Al Gore avertir d'une augmentation de la température en Terre du Milieu à cause de l'œil de Sauron (Eye of Sauron).
- Dans Les Simpson, le film, Lisa Simpson tente de sensibiliser la population de Springfield à la protection de l'environnement en présentant un document titré Une vérité qui fâche (An Irritating Truth) à bord d'une plate-forme de levage. Il s'agit d'un clin d'œil à la présentation qu'utilise Al Gore durant son film.

#### Entretiens vidéos
- (en) Entretien avec Charlie Rose
- (en) Entretien avec Grist Magazine
- (en) Entretien avec retroCRUSH
- (en) Entretien avec J. Freedland, BBC 4

#### Articles
- (en) « Ozone Man », New Yorker, 24 avril 2006
- (en) « Al Gore, Sundance's Leading Man », Washington Post
- (en) « The truth about “Ozone Al” », Globe and Mail - avec des citations supplémentaires de Gore.
- (en) Eric Steig, « Al Gore's movie », RealClimate.org - commentaire scientifique et vérification des faits.
- (en) Richard S. Lindzen, « Don't Believe the Hype », Wall Street Journal Op-Ed
- (en) James E. Hansen, « The Threat to the Planet », The New York Review of Books
- (fr) Thomas Sotinel, « Al Gore, vedette d'un long métrage écologique », Le Monde, 11/10/2006,
- (fr) Laure Noualhat, « Un documentaire très Gore », Libération, 11/10/2006, [lire en ligne]

### Bases de données
- Ressources relatives à l'audiovisuel :   - AllMovie
  - Allociné
  - American Film Institute
  - Centre national du cinéma et de l'image animée
  - Cinémathèque québécoise
  - Film-documentaire.fr
  - IMDb
  - LUMIERE
  - Movie Review Query Engine
  - OFDb
  - Rotten Tomatoes
  - The Movie Database
- Notices d'autorité :   - VIAF
  - LCCN
  - GND
  - Espagne
  - Israël
  - Catalogne
  - Norvège
  - WorldCat